# Mainaue zwischen Sommerach und Köhler
Die Mainaue zwischen Sommerach und Köhler ist ein Naturschutzgebiet auf den Gemarkungen der Gemeinden Sommerach, Nordheim am Main sowie in den Gemeindeteilen Köhler von Volkach und Neuses am Berg von Dettelbach im unterfränkischen Landkreis Kitzingen.

## Lage
Das Schutzgebiet liegt im äußersten Südwesten des Volkacher Gemeindegebietes auf der Gemarkung des Gemeindeteils Köhler. Weiter südlich, durch den Main getrennt, beginnt das Gebiet der Gemeinde Nordheim am Main. Das Schutzgebiet zieht sich auf einer langen Fläche auf beiden Seiten des Maines entlang, streift das Gebiet des Gemeindeteils Neuses am Berg und endet auf dem Gebiet der Gemeinde Sommerach.
Im Südosten schließt sich das Schutzgebiet Rechtes Mainufer bei Sommerach an.

## Beschreibung
Mit Beschluss vom 22. September 1995 wurde das Naturschutzgebiet mit einer Fläche von etwa 93 Hektar ausgewiesen.
Das Bayerische Staatsministerium für Umwelt und Verbraucherschutz ordnete dem Areal die Katasternummer NSG-00500.01 zu. Das Schutzgebiet ist Bestandteil des Netzwerkes Natura-2000 und gehört zum Schutzgebiet Maintal zwischen Schweinfurt und Dettelbach mit der Nummer DE6027471. Außerdem ist das gesamte Areal als Vogelschutzgebiet und Flora-Fauna-Habitat ausgewiesen.
Schutzzweck ist die Erhaltung des vielfältigen Standortmosaiks der Aue. Insbesondere sollen Wiesen, Auwaldreste, Buhnenfelder und Verlandungsflächen am Main sowie Hochstauden und Weidengebüsche geschützt werden. Außerdem steht die Verbindung zwischen dem Main und den ihn umgebenden Landschaften im Mittelpunkt des Schutzgebietszwecks.